# Flugplatz Harle

i7
i11
i13
Der Flugplatz Harle (ICAO-Code: EDXP) ist ein Sonderlandeplatz in der Gemarkung Middoge der Gemeinde Wangerland im niedersächsischen Landkreis Friesland, etwa 700 Meter von Harlesiel entfernt. Der Flugplatz hat jedoch eine Adresse der Stadt Wittmund, da seine einzige Zufahrt von Harlesiel aus möglich ist, das zum Wittmunder Stadtteil Carolinensiel im Landkreis Wittmund gehört.

## Flugbetrieb
Der Flugplatz ist für Luftfahrzeuge  bis 2000 kg sowie des Musters Britten Norman BN-2 „Islander“ zugelassen. An der Flugzeugtankstelle stehen AVGAS 100-LL und entsprechende Ölsorten zur Verfügung. Es gibt einen Unterstellhangar mit einer Flugzeugwerft sowie ein Restaurant in der Nähe.
Ganzjährig finden halbstündlich Flüge zum und vom Flugplatz Wangerooge statt. Diese und weitere Charterflüge werden von der Firma FLN Frisia-Luftverkehr durchgeführt.
Der Flugplatz Harle darf nur von ansässigen Firmen angeflogen werden. Andere Luftfahrtteilnehmer benötigen die vorherige Anmeldung und Erlaubnis der zuständigen Luftfahrtbehörde (PPR per Telefon).

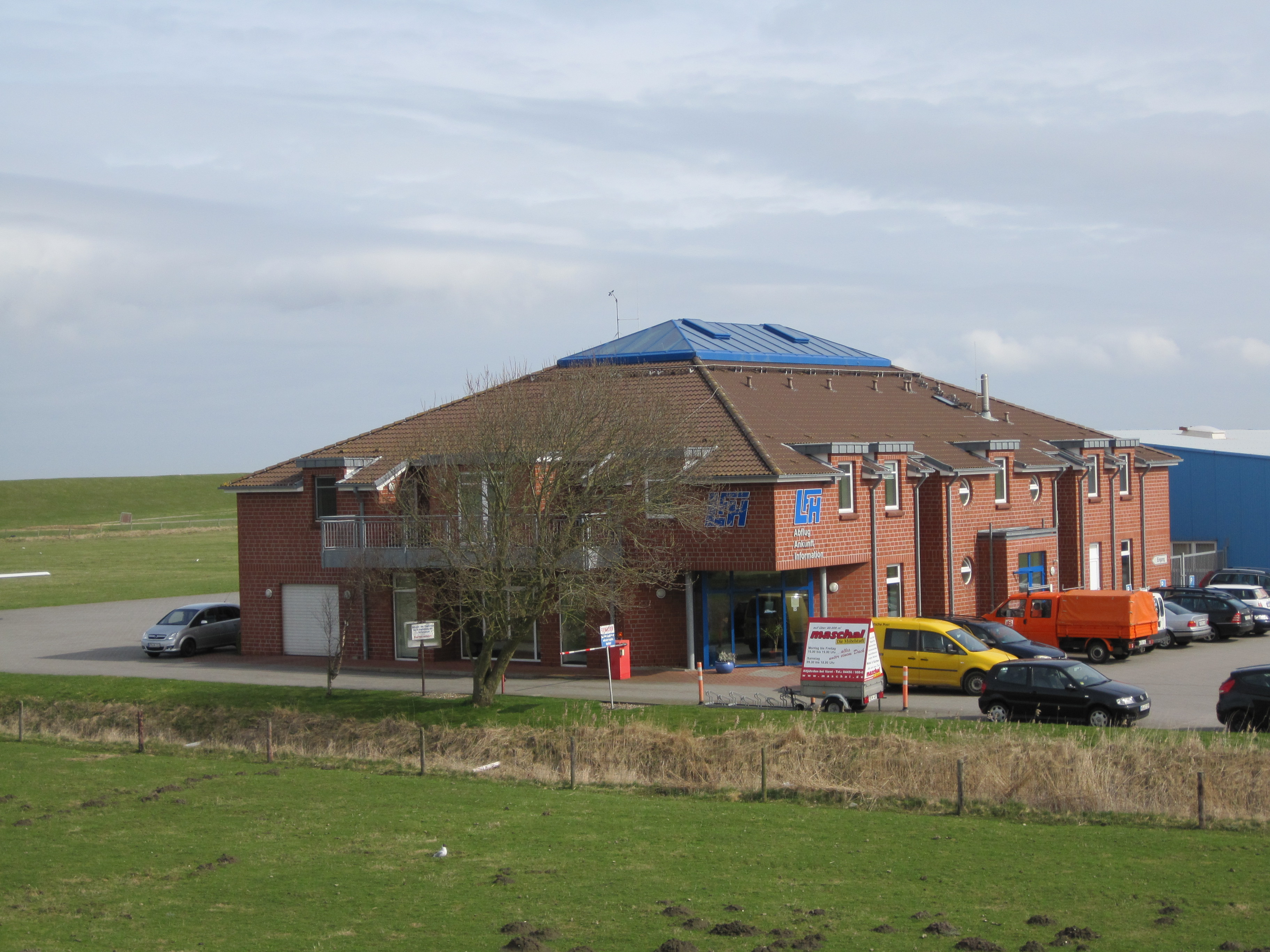
Empfangsgebäude
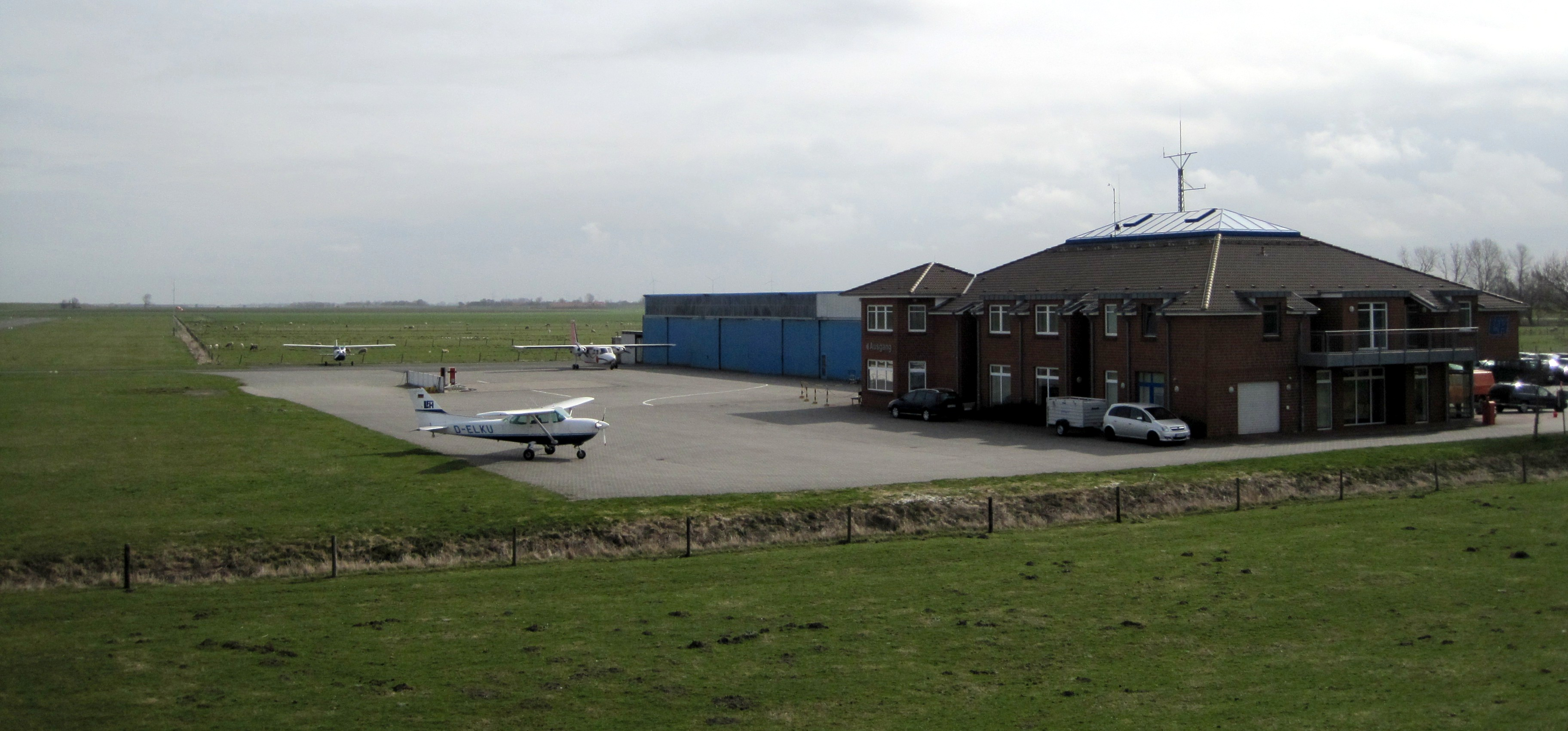
Vorfeld und Hangars